# Туле (гора)
Туле (англ. Thule) — гора на острове Байлот в Нунавуте, Канада. Расположена 38 километрами севернее Понд-Инлета на Баффиновой Земле. Туле относится к хребту гор Баффин системы Арктических Кордильер.